# NGC 7199
NGC 7199 је спирална галаксија у сазвежђу Индијанац која се налази на NGC листи објеката дубоког неба.
Деклинација објекта је - 64° 42' 22" а ректасцензија 22h 8m 30,1s. Привидна величина (магнитуда) објекта NGC 7199 износи 13,0 а фотографска магнитуда 13,9. NGC 7199 је још познат и под ознакама ESO 108-14, PGC 68124.